# Lope de Stúñiga
Lope de Stúñiga, född 1415 i Kastilien, död 1465, var en spansk skald av förnäm börd.
de Stúñigas dikter, som nästan alla är erotiska, har vunnit stor berömmelse, främst hans Dezir sobre la cerca de Atiença. Hans canciones, dezires, coplas, motes et cetera är inte samlade, utan återfinns i åtskilliga "Cancioneros" från 1400-talet, i "Cancionero de Stuñiga" finns nio, i "Cancionero de Gallardo" en del och så vidare.